# Greatest Hits Live 2003
Greatest Hits Live 2003 es un álbum en vivo de la banda de rock canadiense April Wine y fue publicado en el 2003.

## Lista de canciones
Todas las canciones fueron escritas por Myles Goodwyn, excepto donde se indica lo contrario.

## Disco 1
1. "Oowatanite" (Jim Clench) – 4:58
2. "Wanna Rock" – 2:40
3. "The Band Has Just Begun" (Myles Goodwyn y Jim Clench) – 4:14
4. "Say Hello" – 3:42
5. "Enough is Enough" – 3:21
6. "Before the Dawn" (Brian Greenway) – 5:07
7. "Sign of the Gypsy Queen" (Lorence Hud) – 6:19
8. "Tonite is a Wonderful Time to Fall in Love" – 3:49
9. "Cum Hear the Band" – 3:53
10. "Won't Go There" – 3:30
11. "Victim for Your Love" – 4:31
12. "Weeping Widow" (Robert Wright, alias 'Art La King') – 7:11
13. "21st Century Schizoid Man" (Robert Fripp, Michael Giles, Greg Lake, Ian MacDonald y Peter Sinfield) – 12:44

## Disco 2
1. "Like a Lover, Like a Song" – 5:18
2. "Rock n' Roll is a Vicious Game" – 4:18
3. "Holiday" (Brian Greenway) – 4:12
4. "Bad Side of the Moon" (Elton John y Bernie Taupin) – 3:09
5. "All Over Town" – 3:26
6. "Roller" – 5:03
7. "Just Between You and Me" – 4:26
8. "I Like to Rock" – 5:21
9. "That's Who I Am, This is What I Do" – 2:46 – *canción inédita
10. "Strong Silent Type" – 5:34 – *canción inédita

## Formación
- Myles Goodwyn - voz, guitarra y coros
- Brian Greenway - guitarra y coros
- Jim Clench - bajo y coros
- Jerry Mercer - batería y coros
- Carl Dixon - guitarra y teclado[1]